# Belleza interior (serie de televisión)
Belleza interior (hangul: 뷰티 인사이드; RR: Byuti Insaideu), es una serie de televisión surcoreana emitida del 1 de octubre del 2018 hasta el 20 de noviembre del 2018 a través de JTBC. La serie estuvo basada en la película The Beauty Inside de Baek Jong-yul.

## Historia
La historia sigue a Han Se-kye, una actriz de primer nivel conocida por ser una alborotadora y objeto de muchos rumores, y cuya vida es un misterio pero en realidad Se-kye sufre de un fenómeno inusual, en un cierto punto de cada mes debe vivir en el cuerpo de otra persona en contra de su voluntad.
Seo Do-jae, un joven inteligente ejecutivo de una compañía aérea que en la superficie parece perfecto, pero que en realidad sufre de prosopagnosia (incapacidad de reconocer rostros), discapacidad que cual oculta y por lo que se esfuerza para memorizar el rostro, hábitos y gestos de las personas.
Cuando Do-jae conoce a Se-kye, se da cuenta de que es a la única persona que puede reconocer, pronto ambos se enamoran y sus vidas cambian.

## Reparto

### Personajes principales[7]
| Actor        | Personaje   | Ocupación                                        | N.º de episodios | Duración |
| ------------ | ----------- | ------------------------------------------------ | ---------------- | -------- |
| Lee Min-gi   | Seo Do-jae  | Director de una compañía aérea                   | 16               | 2018     |
| Seo Hyun-jin | Han Se-kye  | Actriz                                           | 16               | 2018     |
| Lee Da-hee   | Kang Sa-ra  | Hermanastra de Do-jae / CEO de una cmpañía aérea | 16               | 2018     |
| Ahn Jae-hyun | Ryoo Eun-ho | Mejor amigo de Se-gye / Aspirante a sacerdote    | 16               | 2018     |

### Personajes recurrentes
| Actor          | Personaje     | Ocupación                       | N.º de episodios | Duración |
| -------------- | ------------- | ------------------------------- | ---------------- | -------- |
| Lee Tae-ri     | Jung Joo-hwan | Mano derecha de Do-jae          | -                | 2018     |
| Moon Ji-in     | Yoo Woo-mi    | Manager y mejor amiga de Se-kye | -                | 2018     |
| Kim Hee-jung   | Han Sook-hee  | Madre de Se-kye                 | -                | 2018     |
| Na Young-hee   | Im Jung-yeon  | Madre de Do-jae                 | -                | 2018     |
| Lee Moon-soo   | -             | CEO / Abuelo de Do-jae          | -                | 2018     |
| Lee Han-wi     | -             | Padre de Eun-ho                 | -                | 2018     |
| Kim Ye-ryeong  | -             | Madre de Eun-ho                 | -                | 2018     |
| Oh Yoo-jin     | Ryoo Ah-ram   | Hermana menor de Eun-ho         | -                | 2018     |
| Ryu Hwa-young  | Chae Yoo-ri   | Actriz / Rival de Se-kye        | -                | 2018     |
| Kang Nam-gil   | Kang Dae-shik | Profesor / Esposo de Jung-yeon  | -                | 2018     |
| Kim Seung-wook | Lee Hee-seop  | -                               | -                | 2018     |
| Lee Cheol-min  | Kim           | CEO                             | -                | 2018     |
| Kang In-seo    | -             | -                               | -                | 2018     |
| Kim Young-hoon | Choi Ki-ho    | -                               | -                | 2018     |

### Otros personajes
| Actor         | Personaje | Ocupación | Episodio donde apareció | Duración |
| ------------- | --------- | --------- | ----------------------- | -------- |
| Lee Ga-ryeong | -         | Actriz    | -                       | 2018     |

### Apariciones especiales
| Actor           | Personaje                | Ocupación     | Episodio donde apareció | Duración |
| --------------- | ------------------------ | ------------- | ----------------------- | -------- |
| Heo Jung-min    | Han Se-gye (como hombre) | -             | 16                      | 2018     |
| Jeon Hye-bin    | Han Se-gye (como mujer)  | -             | 16                      | 2018     |
| Heo Young-ji    | -                        | Fan de Se-gye | 13                      | 2018     |
| Ra Mi-ran       | Han Se-gye (como mujer)  | -             | 10                      | 2018     |
| Moon Woo-jin    | Han Se-gye (como niño)   | -             | 8-9                     | 2018     |
| Kim Min-seok    | Han Se-gye (como joven)  | -             | 5-6                     | 2018     |
| Ko Kyu-pil      | Han Se-gye (como hombre) | -             | 2                       | 2018     |
| Kim Sung-ryung  | Han Se-gye (como mujer)  | -             | 1                       | 2018     |
| Son Sook        | Han Se-gye (como mujer)  | -             | 1                       | 2018     |
| Kim Jun-hyun    | Han Se-gye (como hombre) | -             | 1                       | 2018     |
| Kim Ki-doo      | -                        | Doctor        | 1                       | 2018     |
| Choi Dae-chul   | -                        | Donante       | 1                       | 2018     |
| Lee Jae-yoon    | Lee Jae-yoon             | -             | 1                       | 2018     |
| Ye Ji-won       | Ye Ji-won                | -             | 1                       | 2018     |
| Kang So-ra      | Kang So-ra               | -             | 1                       | 2018     |
| Ha Si-eun       | Ha Si-eun                | -             | 1                       | 2018     |
| Moon Sook       | -                        | -             | -                       | 2018     |
| Park Myung-hoon | -                        | -             | -                       | 2018     |

## Música
La banda sonora fue lanzada bajo la agencia "MUSIC&NEW, STUDIO&NEW".

### Parte 1
| No. | Intérprete | Canción         | Letra         | Música                      | Duración |
| --- | ---------- | --------------- | ------------- | --------------------------- | -------- |
| 1   | Rothy      | "Cloud" (구름)  | Park Woo-sang | Park Woo-sang y Han Jae-wan | 3:04     |
| 2   | -          | "Cloud" (Inst.) | -             | Park Woo-sang y Han Jae-wan | 3:04     |

### Parte 2
| No. | Intérprete         | Canción                    | Letra       | Música      | Duración |
| --- | ------------------ | -------------------------- | ----------- | ----------- | -------- |
| 1   | VINCENT ft. 2morro | "The Beauty Inside"        | Uhm Gi-yeob | Uhm Gi-yeob | 3:14     |
| 2   | -                  | "The Beauty Inside" (Inst) | -           | Uhm Gi-yeob | 3:14     |

### Parte 3
| No. | Intérprete | Canción                         | Letra | Música         | Duración |
| --- | ---------- | ------------------------------- | ----- | -------------- | -------- |
| 1   | Davichi    | "Falling In Love" (꿈처럼 내린) | Hana  | Kim Young-sung | 3:46     |
| 2   | -          | "Falling In Love" (Inst.)       | -     | Kim Young-sung | 3:46     |

### Parte 4
| No. | Intérprete | Canción                               | Letra | Música     | Duración |
| --- | ---------- | ------------------------------------- | ----- | ---------- | -------- |
| 1   | K.Will     | "Beautiful Moment" (내 생에 아름다운) | Hana  | Jin Min-ho | 4:01     |
| 2   | -          | "Beautiful Moment" (Inst.)            | -     | Jin Min-ho | 4:01     |

### Parte 5
| No. | Intérprete | Canción                   | Letra       | Música      | Duración |
| --- | ---------- | ------------------------- | ----------- | ----------- | -------- |
| 1   | 2morro     | "The Love Inside"         | Uhm Gi-yeob | Uhm Gi-yeob | 3:18     |
| 2   | -          | "The Love Inside" (Inst.) | -           | Uhm Gi-yeob | 3:18     |

### Parte 6
| No. | Intérprete | Canción           | Letra                                       | Música                                      | Duración |
| --- | ---------- | ----------------- | ------------------------------------------- | ------------------------------------------- | -------- |
| 1   | Wendy      | "Goodbye"         | Kim Chang-rak, Han Kyung-soo y Choi Han-sol | Han Kyung-soo, Choi Han-sol y Kim Chang-rak | 3:15     |
| 2   | -          | "Goodbye" (Inst.) | -                                           | Han Kyung-soo, Choi Han-sol y Kim Chang-rak | 3:15     |

## Premios y nominaciones
| Año  | Premio                     | Categoría                | Nominada (os) | Resultado |
| ---- | -------------------------- | ------------------------ | ------------- | --------- |
| 2018 | 2018 Korea Best Star Award | Best Drama Star Award    | Seo Hyun-jin  | Ganó      |
| 2019 | Seoul Drama Award          | Best Original Soundtrack | Davichi       | Ganaron   |

## Producción
La serie estuvo basada en la película "The Beauty Inside" del director Baek Jong-yul (alias "Baik") estrenada el 20 de agosto del 2015 y protagonizada por Han Hyo-joo. La cual a su vez está basada en la película The Beauty Inside estrenada el 16 de agosto del 2012 y protagonizada por Mary Elizabeth Winstead, Topher Grace y Matthew Gray Gubler.
En la nueva producción de la serie se invertieron los roles, siendo la protagonista quien cambie de apariencia y el cambio noera permanente, si no que ocurrirá de vez en cuando.
Contó con el director Song Hyun-wook y el escritor Im Mea-ri, así como con el apoyo de los productores ejecutivos Jang Kyung-ik y Kim Woo-taek.
El 22 de julio del 2018 se realizó la primera lectura del guion.
La serie contó con el apoyo de la compañía de producción "Studio&New" y fue distribuida por la JTBC.